# Evenlode
Evenlode – wieś i civil parish w Anglii, w Gloucestershire, w dystrykcie Cotswold. W 2011 civil parish liczyła 144 mieszkańców. Evenlode jest wspomniana w Domesday Book (1086) jako Eunilade.